# Verschaffeltiinae
Verschaffeltiinae, es una subtribu de plantas con flores perteneciente a la familia de las palmeras (Arecaceae).
Comprende los siguientes géneros:

## Géneros
- Nephrosperma Balf. f.
- Phoenicophorium H. Wendl.
- Regelia hort. ex H. Wendl. = Verschaffeltia H. Wendl.
- Roscheria H. Wendl. ex Balf. f.
- Stevensonia Duncan ex Balf. f. = Phoenicophorium H. Wendl.
- Verschaffeltia H. Wendl.